# 다이아나 루이스

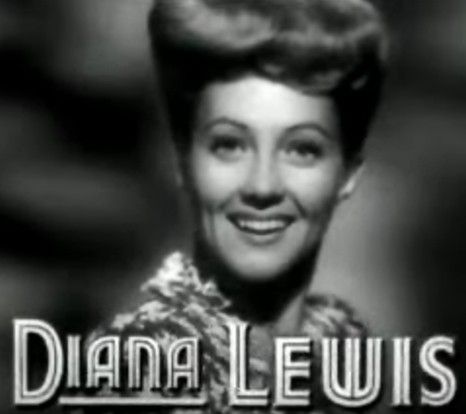

다이아나 루이스(Diana Lewis, 1919년 9월 18일 ~ 1997년 1월 18일)는 미국의 영화배우이다.
애즈베리파크에서 태어났으며 랜초미라지에서 사망하였다. 사인은 췌장암이다.  데저트 메모리얼 파크에 매장되었다.

## 영화
- 록키 (1976년)
- 세븐 스윗하트 (1942년)
- 자니 이거 (1942년)
- 고 웨스트 (1940년)
- 비터 스윗 (1940년)
- 앤디 하디 미츠 드뷰탄트 (1940년)
- 골드 디거 인 파리 (1938년)
- 이것이 선물 (1934년)